# Kanal Telemedial
Der Kanal Telemedial war ein österreichischer Fernsehsender, der sich selbst als der „erste spirituelle Sender in Europa“ bezeichnete. Geschäftsführer und alleiniger Gesellschafter war Thomas Hornauer.

## Geschichte
Kanal Telemedial ging am 29. Juni 2006 zunächst unter dem Namen Primetime auf Sendung. Am 5. Dezember 2007 änderte der Sender sein Konzept und seinen Namen in Kanal Telemedial. Hiermit startete auch die „Telemediale Zeit“, die Zeit, die seit der Umgestaltung des Senders vergangen ist und kontinuierlich auf mehreren Monitoren im Hintergrund des Studios angezeigt wurde.  
Ende 2006 startete das Programm des Senders, der seinen Sitz in Wien hat. Der Großteil des Programms wurde jedoch in den ehemaligen B.TV-Studios in Ludwigsburg produziert. Seit dem 8. Februar 2008 wurde auch aus dem ehemaligen Pferdestall des Palais Schwarzenberg in Wien gesendet, der sich zu der Zeit im Umbau zu einem Fernsehstudio befand.
Der Sender sendete über Astra Digital ein 24-Stunden-Programm. In einigen Kabelnetzen und über analogen Satellit wurde der Kanal täglich von 21 bis 6 Uhr auf dem Sendeplatz des Kinderkanals ausgestrahlt. Des Weiteren wurde das Programm auch über einen Livestream über die offizielle Homepage 24 Stunden am Tag ausgestrahlt. Dabei wurden oft auch Wiederholungen gesendet. Kanal Telemedial sendete am 1. Juli 2008 zum letzten Mal. Danach sendete auf derselben Frequenz zunächst der Primetime Mediendienst, der sich ebenfalls im Besitz von Thomas Hornauer befindet. 
Die österreichische Kommunikationsbehörde stellte am 5. Juni 2008 das Erlöschen der Sendelizenz von Telemedial fest. Der Kanal habe keinen regelmäßigen Sendebetrieb aus Österreich nachweisen können und daher keinen rechtmäßigen Betrieb entsprechend der Zulassung ausgeübt. Durch weitere Nachforschungen fand die Behörde heraus, dass Telemedial aktuell lediglich aus ehrenamtlichen Mitarbeitern bestehe. Das für den Sendebetrieb zuständige Personal fehle. Die von Hornauer eingelegte Berufung gegen den Verlust der Lizenz wurde vom österreichischen Bundeskommunikationssenat abgelehnt. Damit bestätigte der Senat das durch die Kommunikationsbehörde festgestellte Erlöschen der Zulassung.
Der Mediendienst Primetime stellte am Abend des 31. Juli 2008 den Sendebetrieb ein. Nach einer kurzen Unterbrechung meldete sich Hornauer mit „Kanal Telemedial“ zurück. Hornauer erklärte dazu, er habe nach Gesprächen mit seinem Anwalt Einspruch gegen den Entzug der Sendelizenz erhoben. Dieser wurde jedoch am 27. Juni 2008 als unbegründet abgewiesen. Sendewiederholungen werden nur noch über den Livestream auf der Website von Kanal Telemedial gezeigt. Seit dem 2. Juni 2009 lief Kanal Telemedial wieder als Live-Stream und sendete in unregelmäßigen Abständen Live-Programme. Ansonsten war ein Notprogramm zu empfangen, das aus Wiederholungen besteht. Seit Ende 2017 sind die Sendeaktivitäten eingestellt.

## Programm
Zunächst bestand das Programm von Kanal Telemedial wie auch bei seinen Vorgängersendern aus Telefonberatungen. Unter den Beratern, die über mehrere Mehrwertnummern der Firma Telekontor auch außerhalb des Programms zu erreichen waren, befanden sich Kartenleger, „Sternseher“ und auch einige Seher, die mit Methoden wie einem pendelnden Prisma oder mit Wurzeln, aus denen sie die vom Anrufer gewünschten Informationen abzulesen vorgaben, arbeiteten. Die Zuschauer konnten per Telefon ins Studio durchgestellt werden und die jeweiligen Berater behaupteten nun, Ereignisse in ihrer Zukunft vorherzusagen. In den meisten Fällen wurden Themen vom Anrufer ausgewählt, wie zum Beispiel Gesundheit, Liebe oder Finanzen. Dabei wurden teilweise Spielelemente in die Beratungssendungen eingebaut, wie zum Beispiel schnelle Runden, bei denen der Anrufer nur eine begrenzte Zahl von Minuten beraten wurde.
Ab Ende 2007 bildeten die Beratungssendungen nicht mehr den wesentlichen Teil des Programminhalts. Abends zeigte der Sender ein anderes Format und setzte verstärkt auf Teleshopping-Elemente. Unregelmäßig versammelte sich die Moderatorenbelegschaft der Sendungen vor der Studiokulisse und unternahm Vorführungen. So tanzten zum Beispiel Moderatoren einen Tanz um eine Pyramide, die eines der zentralen Elemente einer Sendung ist, oder die Moderatoren fassten sich an den Händen und gingen langsam im Kreis um diese Pyramide, um „Energie zu sammeln“. Hauptsächlicher Sprecher war dabei meist Hornauer. Ein weiteres Element der Sendungen war der sogenannte OrangeTable, an dem über Themen wie „Energie“ und „Spiritualität“ diskutiert wurde. Zeitweise wurden Anrufer ins Studio durchgestellt, außerdem wurden einige Zuschauer-E-Mails bearbeitet, dabei wurde teilweise auch auf kritische Mails eingegangen. Der OrangeTable gab auch Anrufern der Sendung die Möglichkeit mit dem Moderatorenteam von Telemedial zu sprechen. Meistens wurden die Anrufe mit Thomas Hornauer geführt, hierbei trugen einige Zuschauer Gedichte vor, sprachen mit ihm über die „telemediale Idee“ oder beschwerten sich über das Programm das auf diesem Kanal zu sehen war. Außerdem spielten mehrere Amateur-Bands in den Sendungen. Auch Künstler waren im Studio zugegen und fertigten zu einem speziellen Thema wie dem Glauben, Bilder live in einer Sendung an.
Die letzte Sendung von Kanal Telemedial wurde bis 0 Uhr nach 210 Sendetagen am 31. Juli 2008 ausgestrahlt. Wenig später wurde das Programm über das Internet per Livestream mit Wiederholungen und neuen Sendungen ausgestrahlt.

## Geschäftsmodell „Free-Pay-TV-Sender“
Die Zuschauer des Senders wurden seit Ende 2007 zum sogenannten „Energie-Ausgleich“ aufgefordert. Der Sender, der sich im Rahmen dieser Aktion als „Free-Pay-TV-Sender“ (freies, also unverschlüsseltes Bezahlfernsehen) bezeichnete, forderte die Anrufer auf, die durch das Zuschauen gewonnene Energie auszugleichen, indem Telefonnummern eingeblendet wurden, deren Anruf bis zu 50 € kostete. Für Menschen, die mit sehr wenig Geld auskommen müssen, gab es die Möglichkeit beim Telemedialen Club für 5 € pro Monat den Sender zu unterstützen. Für den Konsum eines Abends sollten 15 € bezahlt werden. Ein Angebot war der spontane Impulsausgleich per Telefon, das im Prinzip einer Spende an den Sender glich, der Impulsgeber sollte das Gefühl des Weiterkommens durch den Sender sein.
Anfang 2008 wurde dieser Betrag auf zehn Euro reduziert. Außerdem wurden nun auch Kontonummern eingeblendet, an die der Zuschauer so viel Geld überweisen soll, wie ihm das Schauen der Sendung wert sei. Dabei gab der Sender bestimmte Vorgaben, so wurde beispielsweise das Sehen einer Sendung mit 4 €, das Sehen des ganzen Abends mit 7 € veranschlagt. Der Zuschauer sollte aber selbst bestimmen, wie viel er dem Sender überweisen wollte.

## Die „Telemediale Idee“
Thomas G. Hornauer erklärte die Telemediale Idee als Lebensschule, in der es nicht nur um das Verstehen und das Lernen auf der Mentalen Ebene geht, sondern auch um die Intuition. Der Zuschauer sollte hier im Mittelpunkt stehen und die Themen direkt zur Sprache bringen. Hornauers Tisch OrangeTable sollte dabei als spirituelle Ebene dienen. Die Telemediale Idee wird durch Thomas G. Hornauer auch mit einer Schwangerschaft verglichen, bei der sich das "Kind" Telemedial immer weiterentwickle.

## Rezeption
Die Frankfurter Allgemeine Zeitung charakterisierte den Sender als „ein einziges, mit Schicksalsglauben verbrämtes Abzockunternehmen“.
Norbert Schneider, Chef der Landesmedienanstalt in Nordrhein-Westfalen und Vorsitzender der Gemeinsamen Stelle Programm, Werbung und Medienkompetenz der Landesmedienanstalten (GSPWM) sagte „Geld dafür zu nehmen, dass Energien über den Bildschirm übertragen werden, stellt alles in den Schatten, was es bisher gegeben hat“.
Im April 2008 wurde bekannt, dass Kanal Telemedial von der österreichischen Fernsehaufsichtsbehörde gerügt wurde, da die Sendung gesundheitsgefährdendes Verhalten fördere. Zuschauer würden auf die Heilung durch Telemedial vertrauen und deshalb auf Arztbesuche verzichten.
Oliver Kalkofe parodierte und kritisierte Kanal Telemedial mehrfach in seiner Sendung Kalkofes Mattscheibe. Auch die satirische Internetseite fernsehkritik.tv veröffentlichte kritische Beiträge über Kanal Telemedial. Der Film Der Gründer basiert zum Teil auf dem Wirken von Thomas G. Hornauer. Dieser ging zunächst auf dem Rechtsweg gegen den Film vor, verzichtete aber schließlich auf ein Verbot des Films, um dessen Bekanntheitsgrad nicht noch zu fördern.